# 雷德帕克 (密歇根州)
雷德帕克（英語：Red Park）是位於美國密歇根州馬尼斯蒂縣奧內卡馬鎮區的一個非建制地區。

## 地理
雷德帕克所處的海拔為高於海平面177米（即581英呎），而該地所採用的時區為UTC-5，即北美东部時區（EST）。同時該地設有夏令時間，為UTC-5調快一小時，即UTC-4（EDT）。